# The Lazy Boy
The Lazy Boy è un cortometraggio muto del 1909 diretto da Lewin Fitzhamon.

## Trama
Imbarcatosi come clandestino su una chiatta, quando viene scoperto un ragazzo finge di essere una ragazza per evitare i lavori pesanti.

## Produzione
Il film fu prodotto dalla Hepworth.

## Distribuzione
Distribuito dalla Hepworth, il film - un cortometraggio di 229 metri - uscì nelle sale cinematografiche britanniche nel dicembre 1909.
Si conoscono pochi dati del film che, prodotto dalla Hepworth, fu distrutto nel 1924 dallo stesso produttore, Cecil M. Hepworth. Fallito, in gravissime difficoltà finanziarie, il produttore pensò in questo modo di poter almeno recuperare il nitrato d'argento della pellicola.